# Ghosts (Lied)
Ghosts (englisch für „Geister“) ist ein Lied von Michael Jackson aus seinem Remixalbum Blood on the Dance Floor – HIStory in the Mix. Es erschien 1997 als Teil der Single HIStory/Ghosts.

## Entstehung
Jackson schrieb die Single mit seinem langen Weggefährten und Freund Teddy Riley, mit dem er auch schon an Jacksons Album Dangerous zusammenarbeitete.

## Kurzfilm
Es existiert zu Ghosts ein gleichnamiger Kurzfilm mit Jackson in einer Doppelrolle als der unheimliche Maestro und der ältere, dicke Bürgermeister. Im Kurzfilm werden die Songs Ghosts, Is It Scary und 2 Bad vom Doppelalbum HIStory – Past, Present and Future Book I gespielt. Das Drehbuch schrieb Jackson gemeinsam mit Mick Garris, mit Stan Winston, Regisseur des Kurzfilms, und mit dem erfolgreichen Schriftsteller Stephen King. Der geringe Erfolg des Videos in den USA führte dazu, dass der Film niemals in deutschen Kinos erschien.

## Charts und Chartplatzierungen
Die Single erreichte Platz 11 der europäischen Singlecharts und hielt sich 19 Wochen in den Top 100. Dort erreichte die Single außerdem Platz 92 der Jahrescharts.
| ChartsChartplatzierungen     | Höchstplatzierung | Wochen |
| ---------------------------- | ----------------- | ------ |
| Deutschland (GfK)            | 14 (20 Wo.)       | 20     |
| Österreich (Ö3)              | 36 (2 Wo.)        | 2      |
| Schweiz (IFPI)               | 16 (16 Wo.)       | 16     |
| Vereinigtes Königreich (OCC) | 5 (9 Wo.)         | 9      |

| ChartsJahrescharts (1997) | Platzierung |
| ------------------------- | ----------- |
| Deutschland (GfK)         | 58          |

## Besetzung
- Produktion – Michael Jackson, Teddy Riley
- Solo, Background Vocals – Michael Jackson
- Keyboards, Synthesizer – Teddy Riley, Brad Buxer, Doug Crisby
- Drumcomputer Programmierung – Matt Carpenter, Doug Crisby, Andrew Scheps, Rob Hoffmann, Alex Breuer
- Toningenieure – Teddy Riley, Eddie De Lena
- Mix – Dave Way
- Zusätzliche Toningenieure – Bobby Brooks, Matt Forger, Andrew Scheps, Armand Volker, Albert Boekholt
- Assistierende Toningenieure – Tony Black, Mike Scotell, Greg Collins, Gerd Krenz, Patrick Ulenberg, Paul Dicato, Andy Strange, Rob Hoffman, Tom Bender[6]